# (18431) Stazzema
(18431) Stazzema est un astéroïde de la ceinture principale.

## Description
(18431) Stazzema est un astéroïde de la ceinture principale. Il fut découvert le 16 janvier 1994 à Cima Ekar par Maura Tombelli et Andrea Boattini. Il présente une orbite caractérisée par un demi-grand axe de 2,40 UA, une excentricité de 0,11 et une inclinaison de 6,0° par rapport à l'écliptique.

## Compléments